# Tom Regan
Pour les articles homonymes, voir Regan et Reagan.
Thomas Regan, appelé Tom Regan, né le 28 novembre 1938 à Pittsburgh en Pennsylvanie et mort le 17 février 2017 en Caroline du Nord, est un philosophe américain.
Professeur émérite de l’université d'État de Caroline du Nord à Raleigh, où il a enseigné toute sa carrière, il est spécialiste de philosophie morale et du philosophe britannique George Edward Moore. Il est le principal théoricien des droits des animaux et de la position dite « abolitionniste » en éthique animale.

## Œuvres
Les Droits des animaux constitue son œuvre majeure. Elle est saluée à sa parution en 1983 par Alastair S. Gunn comme un « classique moderne » de la philosophie morale et par Jean-Yves Goffi tant pour « l’audace de la méthode qui s’y fait jour que pour la radicalité des conclusions qui s’y affichent ». Ce livre est aussi le premier ouvrage philosophique entièrement consacré aux droits des animaux.
Auteur de nombreux autres livres sur la question animale, Tom Regan est également le coéditeur d’ouvrages traitant de la façon dont les animaux sont évoqués dans la littérature moderne, dans la poésie et dans la religion chrétienne, ainsi que le codirecteur d'ouvrages collectifs d'éthique appliquée (bioéthique, éthique environnementale, éthique médicale, éthique des affaires).

## Principes

### Respecter les animaux
Regan soutient que tous les animaux mammaliens normaux âgés d’un an ou plus sont porteurs de droits moraux. Son argumentation s’inscrit en grande partie dans la tradition kantienne et s'oppose à l'utilitarisme de Peter Singer. Mais, contrairement à Kant, Regan soutient que le respect n’est pas dû seulement aux êtres rationnels. Pour Regan, nous attribuons habituellement une valeur inhérente, et le droit à être traité avec respect, aux êtres humains non rationnels, y compris aux enfants en bas âge, aux séniles et aux handicapés mentaux lourdement atteints.
La caractéristique essentielle que partagent tous les êtres humains n’est pas, selon Regan, la rationalité au sens fort, celle qui permet de faire des mathématiques supérieures ou de justifier un choix moral. La caractéristique essentielle que nous partageons tous est le fait que chacun d’entre nous se soucie de sa propre vie, possède une vie qui lui importe. Ce qui nous arrive nous importe, que les autres s’en soucient ou non. Dans la terminologie de Regan, nous faisons l’expérience du fait d’être des « sujets-d’une-vie ». Si être le sujet de sa propre vie est un critère pertinent suffisant pour reconnaître la valeur inhérente des individus, alors nous devons, pour être cohérents, attribuer une valeur inhérente, et par conséquent des droits moraux fondamentaux, à tous les sujets-d’une-vie, qu’ils soient humains ou non. Le droit fondamental qu’ont tous les possesseurs de valeur inhérente est le droit à être traité avec respect, c’est-à-dire à n’être jamais traité simplement comme un moyen pour les fins des autres.

### Deux principes pour résoudre les conflits de droits
Le droit à être traité avec respect est absolu et n’admet aucune dérogation. Le droit au respect entraîne, pour la créature qui le possède, le droit à ne pas subir de dommages, qu’il s’agisse de douleur physique ou psychologique, ou de la mort. Cependant, le droit à ne pas subir de dommages n’est pas absolu. Dans certains cas, les droits des uns et des autres à ne pas subir de dommage entrent en conflit. C’est à cet effet que Regan forge deux principes moraux qu’il dérive du principe de respect. Le premier de ces deux principes vise à minimiser la possibilité d'outrepasser des droits, le second à favoriser les individus les « plus mal lotis ».
Le principe d’« outrepassement minimal » (the miniride principle) doit être appliqué quand les dommages des uns et des autres sont d’une même ampleur. Ce principe nous enjoint, lorsque nous devons soit outrepasser les droits d’un grand nombre d’innocents, soit outrepasser les droits d’un petit nombre d’innocents, et lorsque les dommages des uns et des autres seraient d’une même ampleur, d’outrepasser les droits du petit nombre.
Le second principe, le principe du pire (the worse-off principle), s’applique aux cas où les dommages des uns et des autres ne sont pas de même ampleur, ne sont pas comparables. Ce principe nous enjoint, lorsque nous devons soit outrepasser les droits d’un grand nombre d’innocents, soit outrepasser les droits d’un petit nombre d’innocents, de favoriser les plus mal lotis (the worse-off), qu’ils soient en plus petit nombre ou plus grand nombre.

### Mort humaine et mort animale
Regan estime que la mort n’est pas un dommage équivalent pour un animal normal en bonne santé et pour un être humain normal en bonne santé. Selon Regan, la perte d’opportunités occasionnée par la mort à un animal normal en bonne santé est moindre que pour un être humain normal en bonne santé. Les êtres humains possèdent des intérêts scientifiques, philosophiques, esthétiques, sacramentels dont sont dépourvus les autres animaux mammaliens.
Dans un cas exceptionnel qui opposerait les droits d’un humain et d’un animal à ne pas être tués (par exemple sur un canot de sauvetage), c’est le droit de l’humain qui devrait avoir la priorité, car, selon Regan, l’humain a davantage à perdre.

## Publications

### Sur Moore
- (en) Tom Regan (éd.), G. E. Moore: The Elements of Ethics, Temple University Press, 1992.
- (en) Tom Regan, Bloomsbury’s Prophet: The Moral Philosophy of G.E. Moore, Temple University Press, 1987.
- (en) Tom Regan (éd.), G. E. Moore : The Early Essays, Temple University Press, 1987.

### Droits des animaux
- (en) Empty Cages: Facing the Challenge of Animal Rights, Lanham, Md., Rowman & Littlefield, 2004.
- (en) Animal Rights, Human Wrongs: An Introduction to Moral Philosophy, Lanham, Md., Rowman & Littlefield, 2003.
- (en) Defending Animal Rights. Champaigne: Presses de l'université d'Illinois, 2001.
- (en) Avec Carl Cohen, The Animal Rights Debate, Lanham, Rowan and Littlefield, 2001.
- (en) The Case for Animal Rights, Berkeley, University of California Press, 2004, 2e éd. (1re éd. 1983), 474 p. (ISBN 978-0-520-24386-6, lire en ligne)
  - Les Droits des animaux [« The Case for Animal Rights »]  (trad. de l'anglais par Enrique Utria), Paris, Hermann, 2013, 750 p. (ISBN 978-2-7056-8230-9, lire en ligne)
- (en) All That Dwell Therein: Essays on Animal Rights and Environmental Ethics, Presses de l'université de Californie, 1982.

### Autres études sur les animaux: animaux dans la littérature moderne / religion
- (en) Tom Regan & Andrew Linzey (éd.), Other Nations : Animals and Modern Literature, Baylor, Presses de l'université de Baylor, 2010.
- (en) Tom Regan & Andrew Linzey (éd.), Animals and Christianity : A Book of Readings, Londres, SPCK, 1988 et 2007.
- (en) Tom Regan (éd.), Animal Sacrifices: Religious Perspectives on the Use of Animals in Science, Temple University Press, 1986.

### Éthique médicale, éthique environnementale, bioéthique, éthique des affaires
- (en) Tom Regan & D. VanDeVeer (éd.), Health Care Ethics: An Introduction, Temple University Press, 1986.
- (en) Tom Regan (éd.), Earthbound: New Introductory Essays in Environmental Ethics, New York, Random House, 1984.
- (en) Tom Regan (éd.), Just Business: New Introductory Essays in Business Ethics, Random House et Temple University Press, 1983.
- (en) Tom Regan & D. VanDeVeer (éd.), And Justice For All: New Introductory Essays in Ethics and Social Policy, Rowman and Allanheld, 1982.
- (en) Tom Regan (éd.), Matters of Life and Death, Édition et introduction, Random House et Temple University Press, 1980.